# Erwin Casmir
Erwin Casmir   (Spandau, 2 de desembre de 1895 - Frankfurt del Main, 19 d'abril de 1982) va ser un tirador d'esgrima alemany que va competir durant les dècades de 1920 i 1930, i guanyador de tres medalles olímpiques. Era nebot de Gustav Casmir i pare de Norman Casmir, ambdós tiradors olímpics.
El 1928 va prendre part en els Jocs Olímpics d'Amsterdam, on disputà quatre proves del programa d'esgrima. Guanyà la medalla de plata en la prova de floret individual, mentre fou quart en la de sabre per equips i sisè en la de sabre individual.
Quatre anys més tard, als Jocs de Los Angeles, disputà dues proves del programa d'esgrima. Fou quart en la prova de sabre individual i cinquè en la de floret individual.
La tercera i darrera participació en uns Jocs fou el 1936, a Berlín, on disputà tres proves del programa d'esgrima. Guanyà la medalla de bronze en les proves de floret per equips i sabre per equips, mentre fou quart en la de floret individual.
Entre 1935 i 1945 i de 1949 a 1982 fou membre del Comitè Olímpic Alemany. El 2008 fou incorporat al Saló de la Fama dels Esports Alemanys.